# Jon Christensen
Jon Ivar Christensen (Oslo, 20 marzo 1943 – Oslo, 18 febbraio 2020) è stato un percussionista e batterista norvegese.
Alla fine degli anni 1960 suonò con Jan Garbarek eseguendo registrazioni di musica del compositore George Russell. 
Nel 1977 vinse il prestigioso Spellemannprisen insieme a Pål Thowsen nella categoria Jazz con l'opera No Time for Time.
Apparve in molte registrazioni della casa discografica ECM assieme ad artisti quali Terje Rypdal, Keith Jarrett, Jan Garbarek, Bobo Stenson, Eberhard Weber, Ralph Towner, Barre Phillips, Enrico Rava, John Abercrombie,  Michael Mantler, Miroslav Vitous, Rainer Brüninghaus, Charles Lloyd, Dino Saluzzi e Tomasz Stańko.